# 23 август (Караш-Северин)
23 август (рум. Aug 23, 2015) насеље је у Румунији у округу Караш-Северин у општини Завој. Oпштина се налази на надморској висини од 300 m.

## Становништво
Према подацима из 2011. године у насељу је живело 674 становника.